# St. Nikolai (Schönewalde)

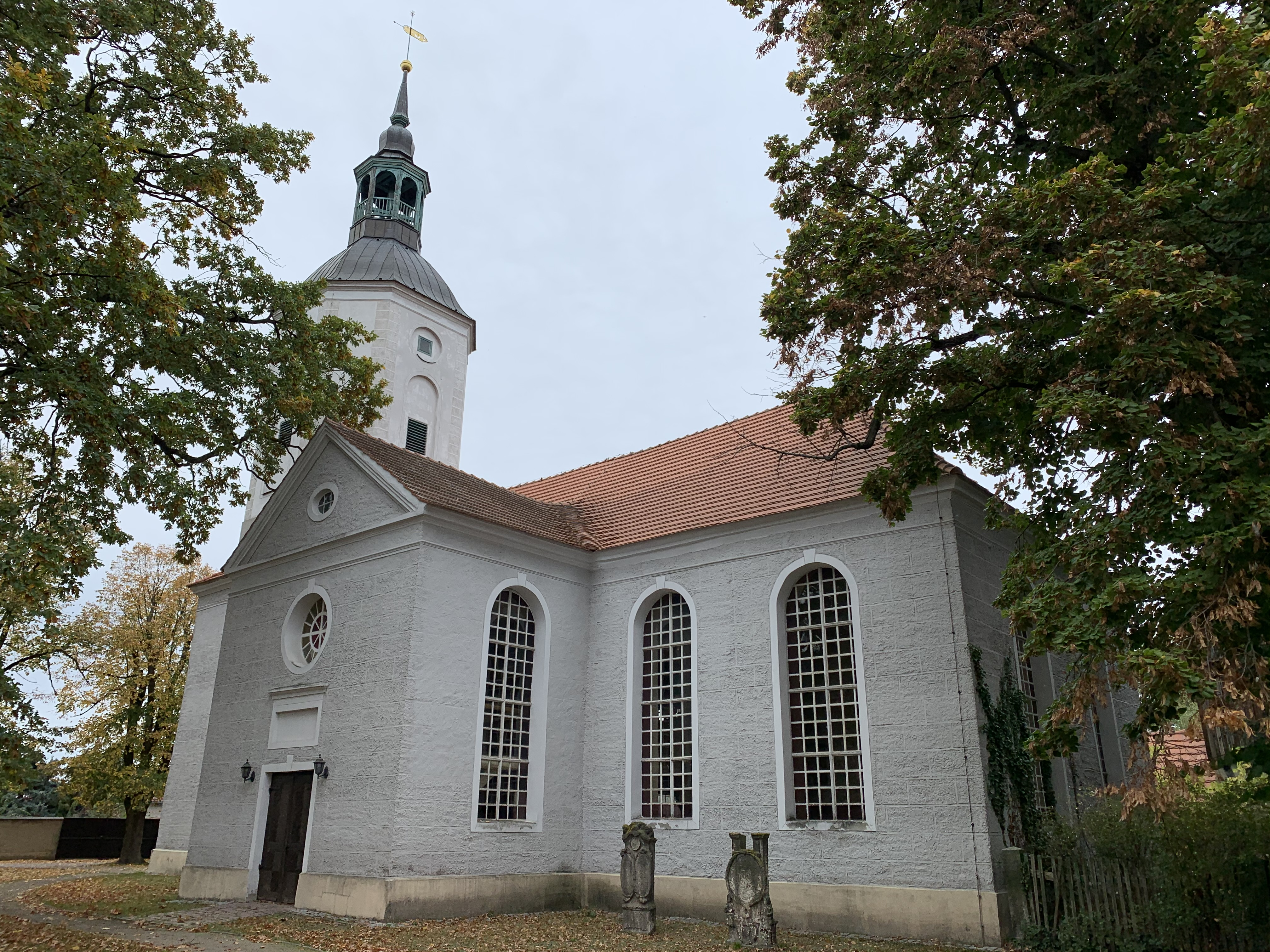
St. Nikolai in Schönewalde

Die evangelische Stadtpfarrkirche St. Nikolai ist eine Kreuzkirche aus den Jahren 1804 bis 1806 in Schönewalde, einer Stadt im Landkreis Elbe-Elster im Land Brandenburg. Die Kirchengemeinde gehört zum Pfarrbereich Schönewalde im Kirchenkreis Bad Liebenwerda der Evangelischen Kirche in Mitteldeutschland.

## Lage
Die Landstraße 71 führt als Markt in West-Ost-Richtung durch den Ort. Im ellipsenförmigen Stadtzentrum zweigt die Landstraße 72 als Herzberger Straße in südlicher, die Kirchstraße in nördlicher Richtung ab. Parallel hierzu verläuft ein weiterer Straßenzug mit derselben Widmung einige Meter weiter östlich. Zwischen diesen beiden Straßenzügen und damit nördlich der Landstraße 71 steht die Kirche hinter einer Wohnbebauung auf einem Grundstück, das nicht eingefriedet ist.

## Geschichte
Nach Angaben des Brandenburgischen Landesamtes für Denkmalpflege und Archäologischen Landesmuseums (BLDAM) besaß die Kirche mindestens zwei Vorgängerbauten an gleicher Stelle. Die Existenz des mittelalterlichen Baus ist durch eine Stadtansicht überliefert, die Wilhelm Dilich im Jahr 1626 erstellte. Das Bauwerk erhielt seinerzeit im Jahr 1598 einen aufgesetzten Turm; die Kirche selbst wurde bei einem Brand im Jahr 1669 zerstört. Nur ein Jahr später entstand ein Nachfolgebau, der 1715 einen Holzturm erhielt, der wiederum 1768 massiv erneuert wurde. Anlässlich einer Reparatur der Orgel kam es am 7./8. Juni 1803 zu einem Brand, bei dem auch diese Kirche zerstört wurde. Wiederum ein Jahr später ließ die Kirchengemeinde den im 21. Jahrhundert noch vorhandenen Bau errichten. Er war zu einer früheren Zeit von einem Kirchfriedhof umgeben, der mittlerweile aufgelassen wurde. Die Einweihung fand im Jahr 1806 statt. Das BLDAM lobt in seiner Denkmaldatenbank den klaren Grundriss des Gebäudes sowie die „zurückhaltende Innenraumgestaltung“. Sie sei damit ein „anspruchsvolles Beispiel des protestantischen Kirchenbaus dieser Zeit“.

## Baubeschreibung

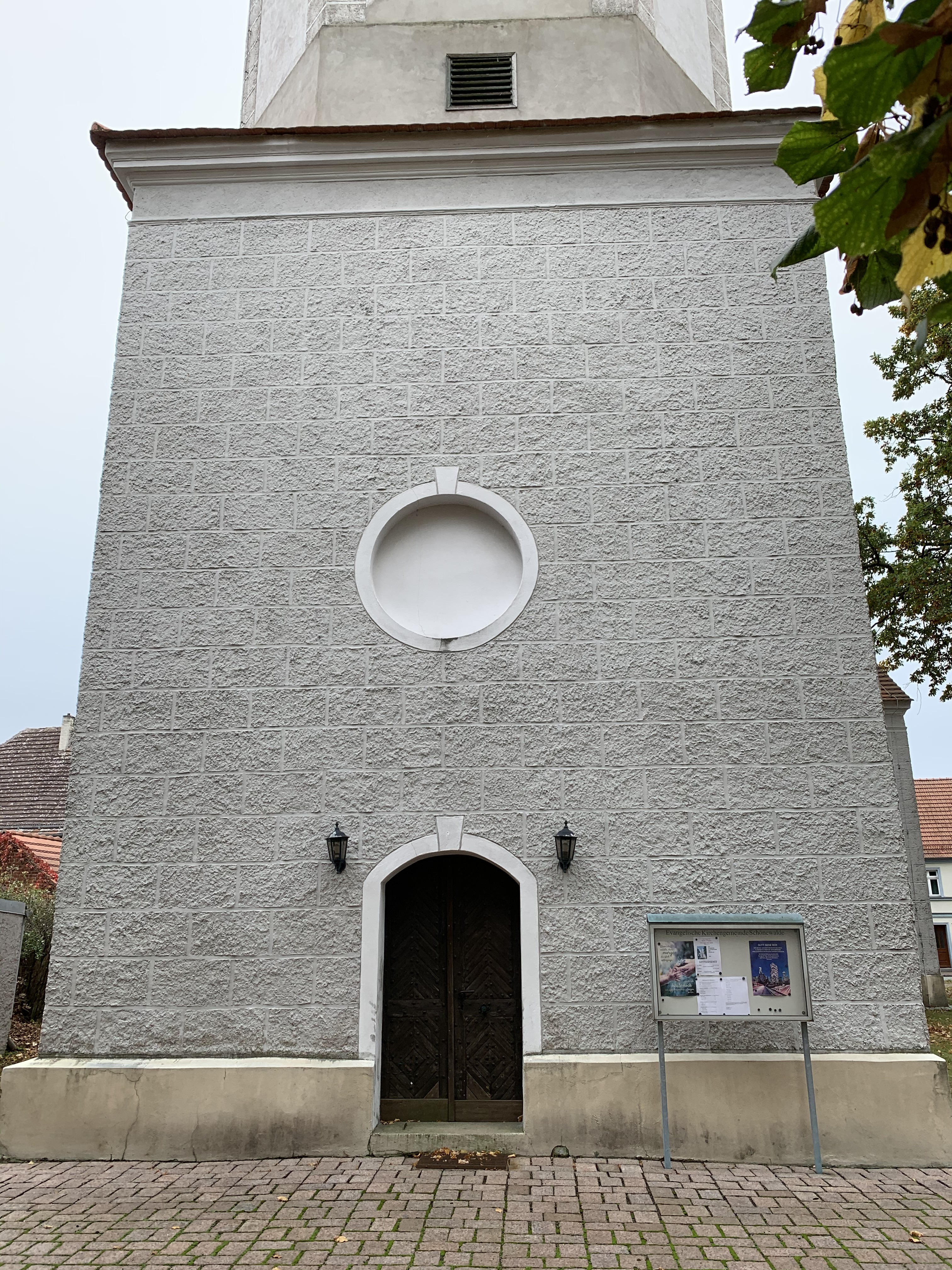
Westportal

Das Bauwerk entstand im Wesentlichen aus Mauersteinen, die anschließend verputzt wurden. Der Chor ist gerade und nicht eingezogen. An der Ostwand sind zwei große Rundbogenfenster, deren Gewände durch einen breiten Putzrahmen nochmals betont werden. Gleiches gilt für den Schlussstein.
Dieser Fenstertyp wurde auch im Kirchenschiff verbaut. Zwischen den beiden Kreuzarmen sind an beiden Seiten jeweils zwei Rundbogenfenster, ebenso an der Nord- und Südseite des jeweiligen Kreuzarms. Zwischen dem nördlichen Querarm und dem Chor ist eine Sakristei. An der Südseite des südlichen Kreuzarms ist eine rechteckige Pforte, darüber eine querrechteckige Blende gefolgt von einem Ochsenauge. Der darüber liegende Giebel ist mit einem Gesims optisch vom Baukörper getrennt. Mittig ist ein weiteres Ochsenauge. Schiff und Querarme tragen ein schlichtes Satteldach, das zum Chor hin abgewalmt ist.
Der Kirchturm hat einen quadratischen Grundriss und ist gegenüber dem Schiff stark eingezogen. Er kann von Westen her durch ein rundbogenförmiges Portal betreten werden. Darüber ist eine Kreisblende. An der Nord- und Südseite ist je ein kleineres Rundbogenfenster, darüber je ein Ochsenauge. Etwa in Höhe der Dachtraufe des Schiffs verjüngt sich der Turm zu einem oktogonalen Aufsatz. An den drei zugänglichen Seiten ist zunächst eine quadratische Öffnung, darüber in den vier sichtbaren Fenstern je eine rundbogenförmige Blende mit einer mittig angebrachten, quadratischen Klangarkade. Oberhalb der Blende ist an jeder Himmelsrichtung jeweils eine Turmuhr. Oberhalb erstreckt sich eine mit Schiefer gedeckte Haube sowie eine offene Laterne, die mit Turmkugel, Wetterfahne und Stern abschließt.

## Ausstattung
Der Kanzelaltar entstand in der Zeit um 1805/1806. Er besteht im Wesentlichen aus Holz, so auch der in Säulen eingefasste Kanzelkorb; darüber ist ein gerade abschließendes Gebälk. Oberhalb ist in Lebensgröße Jesus Christus zu sehen, der aus dem Sarg aufersteht, begleitet von zwei Engeln. Der rechte Engel hält einen Kelch sowie ein Kreuz, der linke Engel steht auf einem Totenkopf und hält die Bibel sowie einen Palmzweig. Die achteckige Fünte entstand im gleichen Zeitraum und besitzt flache, geriffelte Kassettenfelder.
Das Bauwerk verfügt im Innenraum über ein verputztes Muldengewölbe, während die Turmhalle flach gedeckt ist. An der Nord- und Südseite stehen zwei doppelgeschossige Emporen auf runden Stützen, die durch Treppen in den Querarmen erreicht werden können. Im Westen ist die Orgelempore. Darauf steht ein Instrument aus dem Ende des 18. Jahrhunderts, das der Orgelbauer Carl Friedrich Kühnzack für die Schönwalder Kirche umbaute. Zuvor befand sich das Instrument in Halle (Saale), wurde dort aber nach der Zusammenlegung der Deutschen mit der Französisch-Reformierten Gemeinde nicht mehr benötigt. Das Prospekt ist im Zopfstil gehalten.
An der Südwand des Chors stehen zwei Epitaphe aus dem 18. Jahrhundert. Der eine Grabstein ist mit einem Inschriftenschild über einem Sarkophag versehen, der zweite ebenfalls mit einem Inschriftenschild sowie Putten.